# Elizabeth Riddle Graves
Pour les articles homonymes, voir Riddle et Graves.
Elizabeth Riddle Graves (23 janvier 1916 - 6 janvier 1972) est une physicienne américaine.  
Pionnière de la physique des neutrons et de la détection et de la mesure des neutrons rapides, elle a travaillé, pendant la Seconde Guerre mondiale, au Metallurgical Laboratory du Laboratoire de Los Alamos, y devenant chef de service après la guerre. Elle était probablement la femme scientifique la plus gradée de Los Alamos.  

## Jeunesse et formation
Elizabeth Riddle naît à Nashville (Tennessee), le 23 janvier 1916 de James Marion Riddle de Caroline du Sud et Georgia Clymetra Boykin d'Arkansas. Elle a deux frères, James Marion Riddle Jr. et John Burwell Boykin Riddle. Vers 1921, la famille Riddle déménage à Chicago (Illinois). 
Riddle entre à l'Université de Chicago, où elle est connue sous le pseudonyme de « Diz ». Elle obtient son baccalauréat ès sciences en physique en 1936 et développe un vif intérêt pour la physique des neutrons, en particulier la détection et la mesure des neutrons rapides. Elle obtient son doctorat en 1940, sa thèse dirigée par Samuel K. Allison a pour thème :  « l'énergie libérée du Be 9 (d, α) Li 7 et la production de Li 7 »,. 
Pendant ses études, elle rencontre et épouse Alvin C. Graves, physicien. Pendant la Grande Dépression, il est très difficile de trouver un emploi. Alvin demeure à l'Université de Chicago en tant que chercheur et professeur adjoint jusqu'en 1939, date à laquelle il part travailler à l'Université du Texas, mais Elizabeth ne trouve pas de poste, notamment parce qu'elle est une femme.  

## Le projet Manhattan
En 1942, Arthur H. Compton invite Alvin à revenir à l'Université de Chicago pour travailler au Metallurgical Laboratory du projet Manhattan. Elizabeth y est également recrutée, travaillant avec Enrico Fermi sur les calculs impliqués dans la détermination de la faisabilité d'une réaction nucléaire en chaîne, ce qui a finalement conduit au développement de Chicago Pile-1, le premier réacteur nucléaire au monde. 
En 1943, le couple rejoint le laboratoire Los Alamos du Manhattan Project au Nouveau-Mexique. Elizabeth est une des rares scientifiques experte dans la diffusion rapide des neutrons, cruciale pour la conception d'armes nucléaires, et qui sait utiliser le Générateur Cockcroft-Walton amené depuis l'Université de l'Illinois. 
Employée en tant que «scientifique», rôle de haut rang dans le projet par rapport à «scientifique associé» ou «scientifique junior», elle travaille comme membre de la division R. Elle contribue grandement au projet, notamment en mesurant les coupes transversales relatives aux réactions nucléaires, en mesurant les effets de multiplication des neutrons dans l'uranium et en étudiant les différentes propriétés de diffusion des neutrons dans les matériaux envisagés pour une utilisation dans les armes atomiques.  
Au moment de l'essai nucléaire de Trinity en 1945, Elisabeth est enceinte de sept mois de son premier enfant. Le couple demande à être affecté à un poste d'observation  éloigné de l'explosion. Il écoute le compte à rebours d'Allison à la radio et, à l'aide de compteurs Geiger, surveille les retombées radioactives du test, qui prendront l'après-midi pour les atteindre. Elizabeth continue à travailler jusqu'à son terme, chronométrant ses contractions avec un minuteur. L'enfant est une fille en bonne santé, Marilyn Edith. Le couple aura deux autres enfants, Alvin Palmer et Elizabeth Anne. 

## Après la guerre
La famille demeure à Los Alamos après la guerre. Elizabeth devient chef de service dans la division de physique expérimentale en 1950 et poursuit ses recherches sur les interactions des neutrons avec la matière,.   
Elle décède d'un cancer à l'hôpital Bataan Memorial à Albuquerque (Nouveau-Mexique), le 6 janvier 1972. Elle est enterrée au cimetière Guaje Pines. 

## Quelques publications

### Brevets
- Source de neutrons basse tension 14 MeV[9].

### Articles

#### Années 1930 et 1940
- Allison, Samuel K., Graves, Elizabeth R., Skaggs, Lester S., & Smith Jr, Nicholas M. (1939). Une mesure précise de la différence de masse Be 9 4 — Be 8 4; La stabilité de Be 8 4. Physical Review. 55 (1): 107.
- Allison, SK, Graves, ER et Skaggs, LS (1940). Groupes alpha-particules de la désintégration du béryllium par les deuterons. Physical Review. 57 (2): 158.
- Graves, AC, Graves, ER, Coon, JH et Manley, JH (janvier 1946). Coupe transversale de la réaction D (D, P) H-3. Physical Review. 70 (1-2): 101.
- Manley, JH, Coon, JH et Graves, ER (janvier 1946). Coupe transversale de la réaction D (D, N) He-3. Physical Review. 70 (1-2): 101.
- Graves, ER et Coon, JH (janvier 1946). Désintégrations de néon et d'argon par dd Neutrons. Physical Review. 70 (1-2): 101.
- Manley, JH, Agnew, HM, Barschall, HH, Bright, WC, Coon, JH, Graves, ER, Jorgensen, T. & Waldman, B. (1946). Rétrodiffusion élastique des neutrons d− d. Physical Review. 70 (9-10): 602.
- Barschall, Henry Herman, Battat, ME, Bright, WC, Graves, ER, Jorgensen, T., et Manley, JH (1947). Mesure du transport et de la diffusion inélastique des sections transversales pour neutrons rapides. II. Résultats expérimentaux. Physical Review. 72 (10): 881.
- Graves, ER (1949). Mayer. Physical Review. 76 (1): 183.
- Graves, ER, Rodrigues, AA, Goldblatt, M. et Meyer, DI (1949). Préparation et utilisation de cibles de tritium et de deutérium. Review of Scientific Instruments. 20 (8): 579-582.am

#### Années 1950 et 1960
- Coon, JH, Graves, ER et Barschall, HH (1952). Sections transversales totales pour les neutrons de 14 MeV. Laboratoire scientifique Los Alamos de l'Université de Californie.
- Graves, ER et Rosen, L. (janvier 1952). Spectre énergétique des neutrons provenant de l'interaction des neutrons 14-Mev avec C, Al, Fe, Cu, Zn, Ag, Cd, Sn, Au, Pb et Bi. Physical Review. 87 (1): 239.
- Coon, JH, Graves, ER et Barschall, HH (1952). Sections transversales totales pour les neutrons de 14 Mev. Physical Review. 88 (3): 562.
- Phillips, DD, Davis, RW et Graves, ER (1952). Sections transversales de collision inélastique pour les neutrons 14-Mev. Physical Review. 88 (3): 600.
- Forbes, SG, Graves, ER et Little, RN (1953). Source de neutrons basse tension 14 ‐ Mev. Review of Scientific Instruments. 24 (6): 424-427.
- Graves, ER et Rosen, Louis. (1953). Distribution en énergie des neutrons de l'interaction des neutrons 14 MeV avec certains éléments. Physical Review. 89 (2): 343.
- Graves, ER et Davis, Roland W. (1955). Coupes transversales pour les interactions non élastiques des neutrons 14-Mev avec divers éléments. Physical Review. 97 (5): 1205.
- Battat, ME et Graves, ER (1955). Rayons gamma du bombardement de neutrons à 14 Mev du C 12. Physical Review. 97 (5): 1266.
- McDole, CJ, Graves, ER et Davis, RW (1955). Étalonnage d'une source de neutrons de fission simulée par cartographie par résonance d'indium de la pile de graphite standard (n ° LA-1982). Los Alamos Scientific Lab., Nouveau-Mexique.
- Seagrave, JD, Graves, ER, Hipwood, SJ et McDole, CJ (1958). D (d, n) 3 He et T (d, n) 4 He Neutron Source Handbook. Los Alamos Scientific Laboratory Lams, 2162.
- Graves, ER (1963). Évaluation et recommandation pour l'utilisation de l'instrument d'analyse des neutrons PNC-1 de Howard Eberline. (N ° LA-2860). Los Alamos Scientific Lab., Nouveau-Mexique.
- Davis, RW et Graves, ER (1969). L'installation d'étalonnage des instruments de rayonnement du laboratoire scientifique de Los Alamos. (No. LA — 4090). Los Alamos Scientific Lab., Nouveau-Mexique.